# NGC 6118
NGC 6118是一個距離地球約8300萬光年的宏觀螺旋星系，位於巨蛇座。該星系的直徑約11萬光年，與銀河系相當。它的形態分類為 SA(s)cd，代表它有數個結構較鬆散的螺旋臂。星系內的許多亮藍色區域是恆星大量形成區域，並且可以觀測到光度極高和年輕的恆星。

因為 NGC 6118 的亮度較暗，因此小望遠鏡較難觀測到它。業餘天文學家稱該星系為「Blinking Galaxy」，因為肉眼在不同位置觀測該星系時，該星系影像容易不時進入或跳出望遠鏡視野。

## 影像說明
本條目資訊框中的NGC 6118影像拍攝於欧洲中部时间2004年8月21日鄰近數日的下午2:54在不甚穩定的視寧度（2角秒）下以欧洲南方天文台設於智利帕瑞納山甚大望远镜中口徑8.2米的南十字望遠鏡（Melipal）拍攝。這幅幾乎是全彩的影像是由以下不同波段拍攝影像合成：紅色的R波段曝光12.5分鐘、綠色的V波段曝光25分鐘和藍色的B波段曝光7分鐘。該影像覆蓋6.7 x 5.8角分天區。

該影像右上角可見到人造衛星通過的暗淡軌跡，該軌跡由B波段拍攝到，因此在影像中以藍色顯示。

## 超新星 SN 2004dk
2004年8月1日，James Graham 和李衛東提出在NGC 6118發現超新星SN 2004dk的第一篇報告。他們在利克天文台超新星巡天（Lick Observatory Supernova Search，LOSS）計畫中口徑76公分卡茨曼自动成像望远镜拍攝的影像中發現該超新星。
SN 2004dk起初被欧洲南方天文台的天文學家 Fernando Patat 等人於2004年8月4日歸類為Ic超新星。這型超新星是質量超過太陽8倍的恆星核心耗盡了可以核融合的元素後的恆星死亡。一般來說超新星爆炸時會觀測到氫和氦存在的證據，但聯星系統內因為另一顆恆星的重力會將超新星前身星的外層剝離一定程度，這樣的超新星爆炸將只剩下重元素。Ib超新星沒有氫，而Ic超新星沒有氫和氦。
接下來數個星期加州大學柏克萊分校的阿列克謝·菲利潘科等人在SN 2004dk的光譜中發現了明顯的He I吸收線，因此該超新星的分類被改為Ib。

## 圖集

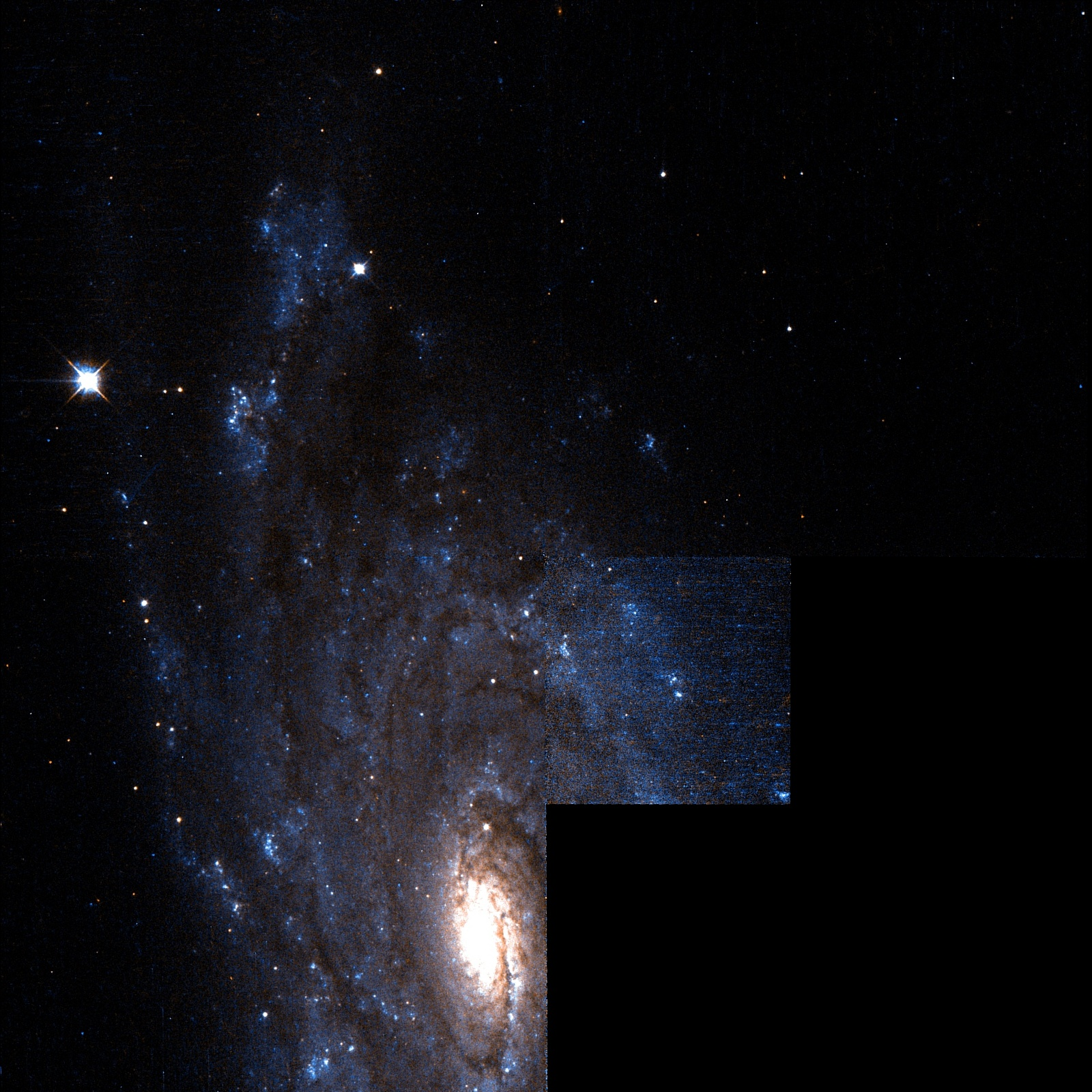
哈伯太空望遠鏡拍攝的NGC 6118部分區域。